# Stasiły (stacja kolejowa)
Stasiły (lit. Stasylos) − stacja kolejowa na Litwie, w okręgu wileńskim, w rejonie solecznickim, w gminie Gierwiszki. W 2011 roku liczyła 79 mieszkańców.
We wsi znajduje się stacja kolejowa na linii łączącej Wilno z Białorusią. Stacja istniała przed II wojną światową. Od czasu upadku Związku Sowieckiego jest to litewska stacja przed granicą z Białorusią. W 2007 roku planowano budowę nowej stacji granicznej, głównie dla obsługi ruchu pasażerskiego, za 70 mln litów. W 2014 roku stację obsługiwały dwie pary pociągów dziennie. 1 stycznia 2015 zawieszono całkowicie ruch pasażerski do Stasił.
Obecnie wybudowano nową stacje Stasiły, która znajduje się na południe od Stasił. Stara stacja w Stasiłach jest nieczynna.